# Jiří Lev
Jiří Lev (* 1979 in Brünn, Tschechoslowakei) ist ein tschechisch-australischer Architekt und Urbanist. Er ist überwiegend in den Bereichen nachhaltige Wohn- und Sakralarchitektur, Katastrophenhilfe und humanitäre Entwicklung tätig.
Levs Werke sind bekannt für ihren sehr unterschiedlichen, regional spezifischen und kontextbezogenen Baustil und die häufige Verwendung natürlicher, roher und lokal bezogener Baumaterialien wie Holz, Stein, Hanfbeton, Kanit oder Ton- und Kalkprodukte (Holtermann Museum, Courtyard House, Tasmanian House). Er lehrt in Vorträgen, Workshops und schriftlich über nachhaltige und resiliente Architektur.

## Leben und Wirken
Seine Eltern sind der Architekt und Politiker Jiří Loew und die Architektin Lydie Loewová. Nach dem Abschluss des Gymnasiums in Brünn gründete er 1998 ein multidisziplinäres Designbüro in Prag. 2005 zog er nach Sydney, Australien.
Lev studierte Architektur an der University of Newcastle bei Richard Leplastrier und Kerry und Lindsay Clare. Während seines Studiums gründete er ArchiCamp, ein Basis-Architekturfestival, das sich auf eingeladene architektonische Interventionen in benachteiligten oder von Katastrophen betroffenen ländlichen Gemeinden konzentriert.
Lev eröffnete sein Büro Atelier Jiri Lev erstmals im Jahr 2014. Sein erster Auftrag war das Gulgong Holtermann Museum, ein von Freiwilligen betriebenes Gemeinschaftsprojekt, das die adaptive Wiederverwendung von zwei historischen Gebäuden umfasst, die auf australischen Banknoten abgebildet sind, sowie mehrere neue Mehrzweckpavillons.
Als Reaktion auf die australischen Buschbrände 2019–20 gründete Lev Architects Assist, eine Initiative australischer Architekturbüros, die den Opfern ehrenamtliche Hilfe leisten, als „eine Plattform für einen gleichberechtigten Zugang zu nachhaltiger und widerstandsfähiger Architektur.“ Im Jahr 2020 hatte die Initiative 600 teilnehmende Architekturbüros.
Im Jahr 2020 enthüllte Levs Praxis Pläne für zwei modellhafte Ökodorfentwicklungen in Tasmanien, die die gleichzeitigen Wohnungs- und Umweltkrisen angehen, inspiriert von den Cohousing- und Ökodorfbewegungen und traditionellen europäischen Siedlungen. Ein Netzwerk kleiner, kompakter urbaner Formen wurde vorgeschlagen, umgeben von gemeinsam genutzten landwirtschaftlichen Flächen und bewirtschafteter Wildnis. Eine Prototypresidenz wurde 2021 fertiggestellt.
Nach dem Tornado in Südmähren 2021 in Tschechien gründete Lev Architekti Pro Bono, eine Initiative tschechischer Architekten, die den Opfern helfen.

## Praxis
Lev setzt sich für einen lokalisierten, regional spezifischen Baustil ein. In seiner Arbeit bezieht und interpretiert er die einheimische Architektur. Er behauptet, dass globalisierte Designtrends für die Identität und den Geist der Orte, an denen sie eingeführt werden, höchst zerstörerisch sind. Er bezieht sich oft auf die Prinzipien des New Urbanism.
Levs Werke verwenden oft natürliche, rohe und lokal bezogene Baumaterialien und vermeiden oder minimieren die Verwendung von chemischen Behandlungen, Kunststoffen und synthetischen Farben. Seine Gebäude wurden als „fast essbar“ bezeichnet und sein Ansatz als „Design für eine Ökonomie der Mittel, eine Großzügigkeit der Ziele“ beschrieben.
Levs Praxis hat eine große Anzahl von Pro-Bono- und Gemeinschaftsprojekten durchgeführt, oft als Teil von organisierten Workshops und studentischem Engagement. Gelegentlich veröffentlicht das Unternehmen Pläne für nachhaltige Wohnungen als Open Source für die Öffentlichkeit.
Die Firma ist dafür bekannt, ihre Arbeit nicht zu fotografieren oder an Preisen teilzunehmen.